# Eckhard Wolf (Tiermediziner)
Eckhard Wilhelm Wolf (* 21. September 1963 in Regensburg) ist ein deutscher Tierarzt und Professor für Molekulare Tierzucht und Biotechnologie an der Ludwig-Maximilians-Universität München. Sein Hauptarbeitsgebiet ist die Forschung an Großtiermodellen für Fragestellungen der Humanmedizin.

## Ausbildung und berufliche Laufbahn
Eckhard Wolf studierte von 1982 bis 1987 Tiermedizin an der Ludwig-Maximilians-Universität München. Bei Gottfried Brem promovierte er 1990 an der Uni München zum Dr. med. vet. Für seine Dissertation hatte er an gentechnisch veränderten Mäusen geforscht.
Nach weiteren Jahren am Institut für Tierzucht in München wechselte Wolf 1994 an die Veterinärmedizinische Universität Wien, wo er sich 1994 für Tierzucht und Genetik habilitierte. Seit 1995 ist er Inhaber des Lehrstuhls für Molekulare Tierzucht und Biotechnologie am Genzentrum der Universität München und der tiermedizinischen Fakultät.
Seit 2003 leitet Eckhard Wolf das Laboratory for Functional Genome Analysis (LAFUGA, Labor für funktionale Genomanalyse) am Genzentrum der Universität München. Für seine Forschung an Großtieren wie Rindern und Schweinen gründete er 2015 das Center for Innovative Medical Models (CIMM, Zentrum für innovative Tiermodelle), das er als Direktor leitet. Von 2008 bis 2018 war Wolf Forschungsdekan der Tierärztlichen Fakultat der Universität München. Rufe auf Lehrstühle an der Universität Rostock (2000), der Universität Bern (2004) und an der ETH Zürich (2005) lehnte Wolf ab.
Eckhard Wolf war 2008 Mitbegründer der MWM Biomodels GmbH, einer Kooperation des Tierreproduktionsuntrnehmens Minitube und der Ludwig-Maximilians-Universität München. Die MWM Biomodels befasst sich mit der Entwicklung von genmanipulierten Großtiermodellen zur Erforschung von Krankheiten und zur Erzeugung von Spendergewebe für Transplantationen.

## Forschungsarbeit
An Großtiermodellen, darunter Rinder und Schweine, erforscht Eckhard Wolf biologische Mechanismen. Er konnte so Einsicht in biologische Vorgänge der Kommunikation zwischen Mutter und Embryo nehmen. Gentechnisch veränderte Tiermodelle erbringen ihm Einsichten in Vorgänge bei Stoffwechselkrankheiten und Muskelerkrankungen wie der Muskeldystrophie Duchenne.
Der zweite Bereich von Wolfs Forschung an gentechnisch veränderten Großtiermodellen ist die Entwicklung von Gewebe und Organen für die Xenotransplantation auf den Menschen. Probleme bei der Xenotransplantation, die Wolf mit seiner Forschung zu beherrschen anstrebt, sind unter anderem die Abstoßungsreaktion des menschlichen Organismus auf tierische Organe, das schnellere Wachstum von Schweinen und Unterschiede in der Blutgerinnung.
Die Abstoßungsreaktion konnte Wolf und sein Team durch die Ausschaltung des für den Transport eines tierspezifischen Zuckermoleküls verantwortlichen Enzyms reduzieren. Sie erreichten das durch die Entfernung des enzymgenerierenden Gens. Zusätzlich fügten sie das menschliche Gen für die Bildung eines abwehrhemmenden Proteins ein. Gerinnungsprobleme gingen sie durch die Einfügung des menschlichen Gens für die Bildung des Gerinnungshemmers Thrombomodulin an. Die von Eckhard Wolf eingesetzten Auckland-Schweine sind kleiner als gewöhnliche Hausschweine und haben Herzen von der Größe menschlicher Herzen, so dass auf wachstumseinschränkende Genmanipulationen verzichtet werden kann. Eine Gefahr, die bei Xenotransplantationen von Proviren im Erbgut ausgeht, ist bei Auckland-Schweinen minimiert, da sie sich auf Auckland-Island in Isolation vermehrten.
Den Ansatz der Forschergruppe um Hiromitsu Nakauchi, bei dem – anders als bei seinem eigenen Ansatz – menschliche pluripotente Stammzellen in Tierembryonen injiziert werden, aus denen sich im Tier menschliche Organe entwickeln sollen, hält Eckhard Wolf für wenig aussichtsreich. Ethische Einwände gegen diese Methode hält er allerdings nicht für gravierend. Die Forschung zum Tissue Engineering, bei dem Organe aus gezielt kultivierten Zellen erzeugt werden sollen, sieht er als Möglichkeit, aber noch am Beginn stehend, so dass er brauchbare Ergebnisse daraus in ansehbarer Zeit nicht erwartet.

## Schriften
Researchgate verzeichnet 1315 Veröffentlichungen unter Beteiligung von Eckhard Wolf.
Eckhard Wolfs Doktorarbeit:
- Expressionsbedingte Veränderungen bei wachstumshormon-transgenen Mäusen. Universität München 1990.

## Mitgliedschaften und Auszeichnungen
- Mitglied der Deutschen Akademie der Naturforscher Leopoldina, seit 2000[5]
- korrespondierendes Mitglied der Österreichischen Akademie der Wissenschaften, seit 2014[13]

- Erwin-Schrödinger-Preis  des Stifterverbands für die Deutsche Wissenschaft, 2000[14]
- Felix-Jerusalem-Preis für neuromuskuläre Erkrankungen der Deutschen Gesellschaft für Muskelkranke, 2014[7]
- Walter-Frei-Preis der Universität Zürich, 2018[5][15]
- Preis der Münster Heart Center Lecture der Stiftung Herzzentrum Münster, 2023[16][8]
- Mitglied der Bayerischen Akademie der Wissenschaften, 2025